# Design computing
Design Computing ou Design Computacional, é um método de design que utiliza algoritmos e parâmetros para resolver problemas de projeto. Para isso, cada etapa do processo de projeto é traduzida para uma linguagem de computador codificada, ou seja refere-se ao estudo e prática de atividades de design por meio da aplicação e desenvolvimento de novas idéias e técnicas em computação.   Um dos primeiros grupos a cunhar esse termo foi o Key Center of Design Computing and Cognition na University of Sydney na Austrália, que por quase cinquenta anos (do final da década de 1960 até hoje) foi pioneiro na pesquisa, ensinando e consultoria de design e tecnologias computacionais. Este grupo organizou a série de conferências acadêmicas "Inteligência Artificial em Design (AID) publicado pela Springer durante esse período. A AID foi renomeada mais tarde "Design Computing and Cognition (DCC)" e atualmente é uma conferência bianual. Outros grupos notáveis nessa área são os da Massachusetts Institute of Technology's School of Architecture + Planning and the Computational Design e da Georgia Tech.
Nos últimos anos grande número de pesquisadores e educadores tem se agrupado no termo Design Computing das seguintes áreas:
- Artificial Intelligence in Design
- Artificial Architecture
- Expert and Knowledge-based Systems
- Computational creativity
- Computer-Aided Design
- Visual and Spatial Modelling
- Computational Analogy
- Automated Design Systems
- Design Support Systems
- Computer Supported Cooperative Work (CSCW)
- Building Information Modeling (BIM)
- GenerativeComponents (Generative or Computational Design)